# Vasîle-Ustîmivka, Zinkiv
Vasîle-Ustîmivka (în ucraineană Василе-Устимівка) este un sat în comuna Pokrovske din raionul Zinkiv, regiunea Poltava, Ucraina.

## Demografie
Componența lingvistică a localității Vasîle-Ustîmivka
     Ucraineană (97,82%)
     Rusă (2,18%)
Conform recensământului din 2001, majoritatea populației localității Vasîle-Ustîmivka era vorbitoare de ucraineană (97,82%), existând în minoritate și vorbitori de rusă (2,18%).